# 新田村 (埼玉県)
新田村（しんでんむら）は埼玉県の南東部、北足立郡に属していた村。

## 地理
- 河川：綾瀬川

## 歴史
- 1889年（明治22年）4月1日 町村制施行により、九左衛門新田、長右衛門新田、清右衛門新田、新兵衛新田、金右衛門新田、篠葉村、東中曽根村、槐戸村、善兵衛新田が合併し北足立郡新田村が成立する。
- 1955年（昭和30年）1月1日 草加町、谷塚町と合併し草加町となる。

| - 九左衛門新田 → 旭町 - 長右衛門新田 → 長栄町 - 清右衛門新田 → 清門町 | - 新兵衛新田 → 新栄町 - 金右衛門新田 → 金明町 - 篠葉 → 弁天町 | - 東中曽根 → 中根町 - 槐戸 → 八幡町 - 善兵衛新田 → 新善町 |

## 交通

### 鉄道
- 東武鉄道
  - 伊勢崎線：新田駅